# Live in Tokyo (Art Farmer)
Live in Tokyo è un album dal vivo di Art Farmer, pubblicato dalla CTI Records nel 1977. Il disco fu registrato il 27 aprile 1977 allo Yubin Chokin Hall di Tokyo (Giappone).

## Tracce
Lato A
1. Constellation – 10:32 (Charlie Parker)
2. What's New? – 4:47 (Johnny Burke, Bob Haggart)
3. In the Wee Small Hours of the Morning – 3:40 (Bob Hilliard, David Mann)

Lato B
1. Love Letters – 9:00 (Edward Heyman, Victor Young)
2. Moving Out – 10:05 (Sonny Rollins)

## Musicisti
- Art Farmer - flicorno
- Jackie McLean - sassofono alto (tranne nei brani: A2 e B1)[2]
- Cedar Walton - pianoforte
- Sam Jones - contrabbasso
- Billy Higgins - batteria